# Z2

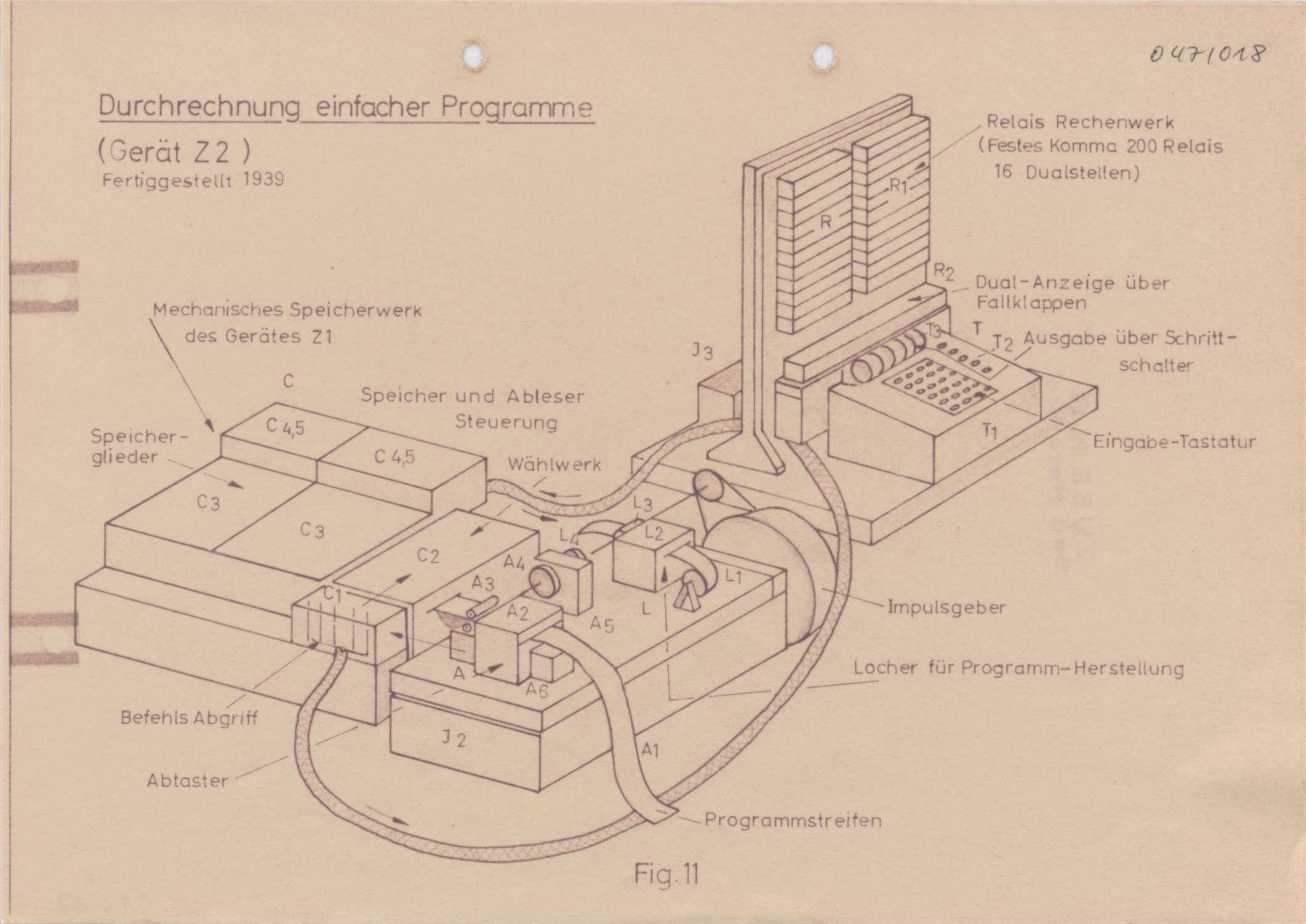
Dibujo esquemático del Z2

La computadora Z2, creada por Konrad Zuse entre 1940 y 1941, fue diseñada a partir de la Z1, ya que crear una máquina mecánica presentaba algunas dificultades, y a ésta se le añadieron relés telefónicos.
Fue ayudado por un amigo suyo, Helmut Schreyer, el cual trabajaba con relevadores electrónicos, y le pidió que le diseñara los circuitos para realizar las tres operaciones básicas, AND, OR y NOT, para así no diseñarlos desde cero. Schreyer resolvió este problema sin ningún inconveniente mientras Zuse trabajaba en la parte lógica de los circuitos. Gracias a su trabajo en grupo, se pensó lograr una velocidad mil veces superior a la que se obtenía mediante máquinas de relevadores.

## Características principales
La unidad numérica Z2 estaba construida con 800 relés, aunque todavía disponía de componentes mecánicos. Disponía de la misma memoria que la Z1, el mecanismo de control se basaba en un sistema de cinta de perforada y con la unidad aritmética utilizando 200 relevadores electromecánicos. Tenía una frecuencia de reloj de ~10 kHz y operaba con números de coma fija. 
Sus características eran muy similares a la Z1, y para Zuse fue un modelo experimental para probar el potencial uso de los relés telefónicos.

## Su fracaso y problemática
Zuse pronto se dio cuenta de que construir una máquina con válvulas termoiónicas, era prácticamente imposible debido a la escasez de material y al advenimiento de la guerra por lo que comenzó en su proyecto utilizando relevadores electromecánicos.
Al comenzar la Segunda Guerra Mundial, Zuse fue llamado por el servicio militar por lo que se interrumpió el proyecto, el cual más tarde se retomaría gracias a que presentó una solicitud de descargo para poder continuar con él y la Wehrmacht aceptó su solicitud.
Esta máquina fue destruida durante un bombardero en 1940.